# Júlia Soèmies
Júlia Soèmies o Júlia Soèmia (llatí: Julia Soemis o Julia Soaemias) (Èmesa, 180 - Roma, 11 de març de 222) fou filla de Júlia Mesa, germana de Júlia Mamea, mare d'Elagàbal (suposadament nascut del seu enllaç amb Sext Vari Marcel, però segons rumors fruit d'una relació consentida amb el seu cosí Caracal·la) i tia d'Alexandre Sever.
Sembla que vivia a la cort de la seva tia Júlia Domna vers el 204 (ja que el 205 fou quan va circular el rumor de la seva relació amb Caracal·la).
Va tenir un paper destacat en convèncer els soldats de donar el suport a Elagàbal com a emperador en contra de Macrí. Després fou nomenada augusta i consellera de l'emperador i va compartir les seves bogeries. Va ser senadora, la primera dona que entrava al senat i fou presidenta d'una espècie de senat femení que es va formar al Quirinal i publicava edictes per la regulació de matèries morals, vestimenta, etiqueta i equip de les matrones.
Fou morta pels pretorians als braços del seu fill l'11 de març del 222. El seu nom apareix sempre com Soèmies (Soaemias) excepte als escrits d'Herodià i Dió Cassi on consta Soemis; algunes inscripcions gregues l'anomenen Bassiana, pel seu avi, fundador de la família.